# Горал (рід)
Горал (Naemorhedus) — рід ссавців ряду оленеподібних (Cerviformes) з підродини козлових (Caprinae) родини бикових (Bovidae). 
Рід Naemorhedus включає чотири види:
- Naemorhedus baileyi ()
- Naemorhedus caudatus ()
- Горал звичайний (Naemorhedus goral, підвиди: goral, bedfordi)
- Naemorhedus  griseus (підвиди: griseus, evansi)

## Морфологія
Голова і тіло довжиною 820—1300 мм, хвіст довжиною 76—203 мм, висота в плечах 570—785 мм, вага 22—35 кг.
Тіло вкрите коротким, пухнастим підшерстям, яке увінчане довгим, грубим покривним волоссям. Самці мають коротку гриву. Загальне забарвлення верхньої частини тіла варіюється від буро-сірого до темно-коричневого і червоно-рудого. Низ зазвичай блідіший. Є чорні смуги на передніх ногах, біла пляма на горлі, і темна смуга по середині спини. Конічні роги, які є в обох статей, 127-178 мм у довжину, викривлені назад і відзначені невеликим неправильної форми грядою. Профіль обличчя увігнутий, спина дещо вигнута, і кінцівки міцні та довгі, добре пристосовані до лазіння і стрибків. Самиці мають чотири молочні залози. 
Вони схожі на Capricornis, але різняться меншими розмірами, лицьових залоз і коротшими рогами. 

## Життя

### Середовище проживання
Мешкають на нерівних вкритих деревами горах на висотах 1000—4000 м над рівнем моря. Найбільш активні рано вранці й пізно ввечері, але в хмарні дні також протягом дня. Після прийняття їжі вранці вони зазвичай п'ють воду й лягають спати на сонячному кам'яному виступі. Коли вони лежать нерухомо їх забарвлення зливається з кольором скель. 

### Живлення
Горали споживають гілочки, низькі чагарники, трави, горіхи.

### Соціальна поведінка
Зазвичай зустрічаються групами по 4—12 тварин, але старі самці живуть поодинці більшість року. 

### Відтворення
Сезон розмноження триває від пізнього вересня до листопада в Сибіру, з листопада по грудень, далі на південь. Вагітність триває 6—8 місяців. Народжується 1—2 маля. Статева зрілість настає на 3 рік життя. Полонений горал досяг віку 17 років і 7 місяців. 